# Kaczmary (Siedliska)
Kaczmary (ukr. Качмарі) – część wsi Siedliska w Polsce położona w województwie podkarpackim, w powiecie przemyskim, w gminie Medyka, na granicy z Ukrainą.
W latach 1944–1948 w ZSRR (rejon medycki, obwód drohobycki). W maju 1948, w związku z korektą granicy państwową między Polską a ZSRR, włączone wraz z Siedliskami z powrotem do Polski. 
W latach 1975–1998 miejscowość należała administracyjnie do województwa przemyskiego.